# Community Shield 2010
Navigation
2009 2011
Le Community Shield 2010 est la quatre-vingt-huitième édition de la Supercoupe d'Angleterre de football, épreuve qui oppose le champion d'Angleterre au vainqueur de la Coupe d'Angleterre. Disputée le 8 août 2010 au stade de Wembley à Londres devant 84 623 spectateurs, la rencontre est remportée par Manchester United sur le score de 3-1 aux dépens de Chelsea.

## Feuille de match
| 8 août 2010 | Chelsea   | 1-3   | Manchester United                             | Stade de Wembley, Londres                       |                                                 |
|             | Kalou 83e | (0-1) | 41e Valencia · 76e Hernández · 90+2e Berbatov | Spectateurs : 84 623 Arbitrage : Andre Marriner | Spectateurs : 84 623 Arbitrage : Andre Marriner |

| Chelsea | Manchester United |

| Gardien de but  | 40 | Henrique Hilário    |  |     |
| D               | 19 | Paulo Ferreira      |  | 79e |
| D               | 2  | Branislav Ivanović  |  |     |
| D               | 26 | John Terry          |  |     |
| D               | 3  | Ashley Cole         |  | 79e |
| M               | 12 | John Obi Mikel      |  | 60e |
| M               | 5  | Michael Essien      |  |     |
| M               | 8  | Frank Lampard       |  |     |
| A               | 21 | Salomon Kalou       |  |     |
| A               | 15 | Florent Malouda     |  | 73e |
| A               | 39 | Nicolas Anelka      |  | 60e |
| Remplaçants :   |    |                     |  |     |
| Gardien de but  | 22 | Ross Turnbull       |  |     |
| D               | 38 | Patrick van Aanholt |  |     |
| D               | 43 | Jeffrey Bruma       |  | 79e |
| M               | 10 | Yossi Benayoun      |  | 73e |
| M               | 18 | Iouri Jirkov        |  | 79e |
| A               | 11 | Didier Drogba       |  | 60e |
| A               | 23 | Daniel Sturridge    |  | 60e |
| Entraîneur :    |    |                     |  |     |
| Carlo Ancelotti |    |                     |  |     |

| Gardien de but | 1  | Edwin van der Sar |  |     |
| D              | 22 | John O'Shea       |  |     |
| D              | 23 | Jonny Evans       |  |     |
| D              | 15 | Nemanja Vidić     |  |     |
| D              | 20 | Fábio             |  | 72e |
| M              | 25 | Antonio Valencia  |  |     |
| M              | 16 | Michael Carrick   |  | 79e |
| M              | 18 | Paul Scholes      |  | 79e |
| M              | 13 | Park Ji-Sung      |  | 46e |
| A              | 10 | Wayne Rooney      |  | 46e |
| A              | 7  | Michael Owen      |  | 46e |
| Remplaçants :  |    |                   |  |     |
| Gardien de but | 29 | Tomasz Kuszczak   |  |     |
| D              | 12 | Chris Smalling    |  | 72e |
| M              | 11 | Ryan Giggs        |  | 79e |
| M              | 17 | Nani              |  | 46e |
| M              | 24 | Darren Fletcher   |  | 79e |
| A              | 9  | Dimitar Berbatov  |  | 46e |
| A              | 14 | Javier Hernández  |  | 46e |
| Entraîneur :   |    |                   |  |     |
| Alex Ferguson  |    |                   |  |     |